# Хёбн
Хёбн (исл. Höfn) — город и община в Исландии.
Город и порт Хёбн расположен в юго-восточной части Исландии, в регионе Эйстюрланд. Находится на краю крупнейшего ледника Исландии — Ватнайёкюдль. Численность населения города по данным на 2011 год составляет 1641 человек; численность населения всей общины по данным на 2012 год — 2119 человек. Основные занятие местных жителей — рыболовство и переработка рыбы. В городе имеются 3 рыбоперерабатывающих предприятия: одно крупное и два небольших. Ежегодно в конце июня — начале июля в Хёбне проводится Фестиваль рыбака («Лобстер-фестиваль»). В последнее время развивается туристическая отрасль.
Недалеко от города на мысе Стокснес находилась построенная в 1955 году американская военная база со штабом в двести солдат. В настоящее время она переоборудована в радиолокационную станцию «Ратсьяурстобнюн» (исл. Ratsjárstofnun).
Через Хёбн проходит окружная дорога Исландии. Расстояние до столицы страны Рейкьявика составляет около 455 километров. В городе имеется аэропорт, из которого осуществляются регулярные рейсы в Рейкьявик.